# سلطنة دلهي
كانت سلطنة دلهي إمبراطورية إسلامية في دلهي امتدت على أجزاء واسعة من شبه القارة الهندية مدة 320 عامًا (1206-1526). حكمت سلطنةَ دلهي خمسُ سلالات على التوالي: سلالة المماليك (1206-1290)، سلالة الخلجي (1290-1320)، سلالة تغلق (1320-1414)، سلالة السيد (1414-1451)، وسلالة لودهي (1451-1526). غطت سلطنة دلهي أجزاءً من الهند وباكستان وبنغلاديش وبعض أجزاء جنوب نيبال.
قامت سلطنة دلهي على أنقاض الدولة الغورية قصيرة الأمد وكانت في الأصل واحدة من بين عدد من الإمارات التي حكمها الجنرالات المماليك الأتراك لدى محمد غوري الذين احتلوا أجزاء كبيرة من شمال الهند، من ضمنهم يلدز وأيبك وقباجة، وورثوا أراضي الغوريين واقتسموها فيما بينهم. بعد فترة طويلة من الاقتتال، أُطيح بالمماليك في الثورة الخلجية التي أعلنت انتقال السلطة من الأتراك إلى عائلة نبيلة هندية مسلمة غير متجانسة. شهدت كل من سلالتي الخلجي وتغلق التاليتين موجة جديدة من الغزوات الإسلامية السريعة في عمق جنوب الهند. وصلت السلطنة أخيرًا إلى ذروة توسّعها الجغرافي في عهد سلالة تغلق، إذ احتلت معظم شبه القارة الهندية. تبع ذلك فترةُ انحطاط بسبب عمليات الاسترداد الهندوسية، وتأكيد ولايات مثل إمبراطورية فيجاياناغارا وميوار على الاستقلال، وانفصال سلطنات مسلمة جديدة مثل سلطنة البنغال. في عام 1526، احتلت سلطنة مغول الهند السلطنة وخلفتها.
تشتهر السلطنة بدمج شبه القارة الهندية في ثقافة عالمية (كما يظهر بشكل ملموس في تطور اللغة الهندستانية والعمارة الهندية الإسلامية)، وبكونها واحدة من القوى القلائل التي صدّت هجمات المغول (من خانية جغتاي)، وبتتويج إحدى الحاكمات القلائل في التاريخ الإسلامي، رضية سلطانة، التي حكمت من عام 1236 إلى عام 1240. كانت عمليات ضم بختيار الخلجي السبب في هدم المعابد الهندوسية والبوذية على نطاق واسع (ما أدى إلى تراجع البوذية في شرق الهند والبنغال)، وتدمير الجامعات والمكتبات. مهّدت الغارات المغولية على غرب آسيا ووسطها الطريق على مدى قرون لهجرة الجنود الفارين والمتعلمين والصوفيين والتجار والفنانين والحرفيين من تلك المناطق إلى شبه القارة الهندية، ما أدى إلى نشر الثقافة الإسلامية في الهند وباقي المنطقة.

## التاريخ

### خلفية
كان السياق خلف صعود سلطنة دلهي في الهند جزءًا من اتجاه أوسع يؤثر في معظم القارة الآسيوية، من ضمنها جنوب آسيا وغربها بأكملهما -هو تدفق الشعوب التركية الرُّحل من سهوب آسيا الوسطى. يمكن تتبّع ذلك إلى القرن التاسع عندما بدأت الخلافة الإسلامية بالتفكك في الشرق الأوسط حيث شرع الحكام المسلمون في الولايات المتنافسة في استعباد الأتراك الرحل غير المسلمين من سهوب آسيا الوسطى وجمع العديد منهم ليصبحوا عبيدًا عسكريين موالين يُدعون المماليك. بعد فترة وجيزة، هاجر الأتراك إلى بلاد المسلمين وتحوّلوا إلى الإسلام. في نهاية المطاف انتفض العديد من العبيد المماليك الأتراك ليصبحوا حكامًا، وغزوا أجزاء واسعة من العالم الإسلامي، وأقاموا سلطنات المماليك من مصر إلى أفغانستان حاليًا، قبل أن يوجّهوا انتباههم إلى شبه القارة الهندية.
وكان السياق أيضًا جزءًا من اتجاه أقدم سابق لانتشار الإسلام. تعرّضت المجتمعات الزراعية المستقرة الموجودة في شبه القارة الهندية للهجوم من قبل القبائل البدوية على مدار تاريخها الطويل. عند تقييم تأثير الإسلام في شبه القارة الهندية، يجب أن يلاحظ المرء أن شبه القارة الشمالية الغربية كانت هدفًا متكررًا للقبائل المهاجمة من آسيا الوسطى في فترة ما قبل الإسلام. وبهذا المعنى، لم تكن التدخلات الإسلامية والغزوات الإسلامية اللاحقة مختلفة عن تلك الغزوات السابقة خلال الألفية الأولى.
بحلول عام 962 للميلاد، تعرضت الممالك الهندوسية والبوذية في جنوب آسيا لموجة من غارات جيوش المسلمين من آسيا الوسطى. كان من بينهم محمود الغزنوي -ابن عبدٍ عسكري مملوك من التُرك- الذي داهم ونهب الممالك في شمال الهند من شرق نهر السند إلى غرب نهر يامونا سبع عشرة مرة بين عامي 997 و 1030. أغار محمود الغزنوي على الخزائن لكنه تراجع في كل مرة، وبسط الحكم الإسلامي في غرب البنجاب فقط.
استمرت موجة الغارات التي شنها أمراء الحرب المسلمين على ممالك شمال الهند وغربها بعد محمود الغزنوي، مع أن المداهمات لم تسهم في إنشاء أو توسيع الحدود الدائمة لممالكهم الإسلامية. بدأ السلطان الغوري معز الدين محمد الغوري، المعروف باسم محمد الغوري، بشن حرب منهجية للتوسع في شمال الهند عام 1173 ساعيًا إلى إقامة إمارة لنفسه من خلال توسيع العالم الإسلامي. طمح محمد الغوري إلى إنشاء مملكة إسلامية سنية خاصة به تمتد شرق نهر السند، وعلى هذا أرسى الأساس لإقامة مملكة إسلامية تسمى سلطنة دلهي. يرجع بعض المؤرخين تاريخ سلطنة دلهي إلى عام 1192 لوجود محمد الغوري في جنوب آسيا ومطالباته الجغرافية في ذلك الوقت.
اغتيل الغوري عام 1206 على يد مسلمين شيعة إسماعيليين وفق بعض الروايات أو على يد الكهوكهر وفق روايات أخرى. بعد الاغتيال، تولى زمامَ السلطة أحدُ عبيد (أو مماليك) الغوري، التركي قطب الدين أيبك، وأصبح أول سلطان على سلطنة دلهي.

### السلالات

#### سلالة المماليك
كان قطب الدين أيبك -عبد سابق لمعز الدين محمد الغوري (المعروف باسم محمد الغوري)- أول حاكم على سلطنة دلهي. كان أيبك من الكومان القبجاق (تركي)، وبسبب أصله، تُعرف سلالته باسم سلالة المماليك (العبيد) (لا ينبغي الخلط بينها وسلالة المماليك في العراق أو سلالة المماليك في مصر). حكم أيبك كسلطان على دلهي مدة أربع سنوات، من 1206 إلى 1210. اشتهر أيبك بكرمه وأطلق عليه الناس اسم لاخداتا.
بعد وفاة أيبك، تولى آرام شاه السلطة عام 1210، لكنه اغتيل عام 1211 على يد صهر أيبك، شمس الدين التتمش. كان حكم التتمش متزعزعًا، وعارضه عددٌ من الأمراء (النبلاء) المسلمين إذ كانوا من أنصار قطب الدين أيبك. بعد سلسلة من الفتوحات والإعدامات الوحشية للمعارضة، وطّد التتمش حكمه. عورض حكمه عدة مرات -من قبل قباجة مثلًا- ما أدى إلى اندلاع سلسلة من الحروب. سيطر التتمش على ملتان والبنغال من أيدي الحكام المسلمين المنافسين، وعلى رنتهمبور وسيواليك من قبضة الحكام الهندوس. هاجم أيضًا تاجَ الدين يلدز الذي أكد حقه في خلافة معز الدين محمد الغوري، ثم هزمه وأعدمه. دام حكم التتمش حتى عام 1236. بعد وفاته، شهدت سلطنة دلهي سلسلة من الحكام الضعفاء، والنبلاء المسلمين المتنازعين، والاغتيالات، وفترات الحكم القصيرة. انتقلت السلطة من ركن الدين فيروز إلى رضية سلطانة وآخرين، حتى تبوأ غياث الدين بلبن سدة الحكم من 1266 إلى 1287. وخلفه معز الدين كيقباذ البالغ من العمر 17 عامًا، الذي عيّن جلال الدين فيروز الخلجي قائدًا للجيش. اغتال الخلجي كيقباذ واستلم الحكم، وبذلك اندثرت سلالة المماليك وبدأت سلالة الخلجي.
شرع قطب الدين أيبك في بناء قطب منار، ولكنه توفي قبل أن يُتمّ تشييده، فأكمله فيما بعد صهره التتمش. بنى أيبك مسجد قوّة الإسلام الذي بات الآن أحد مواقع التراث العالمي لليونسكو. جرى توسيع مجمع قطب منار أو مجمع قطب على يد التتمش، ولاحقًا على يد علاء الدين الخلجي (الحاكم الثاني لسلالة الخلجي) في أوائل القرن الرابع عشر. في أثناء حكم المماليك، هاجر العديد من النبلاء من أفغانستان وبلاد فارس واستقروا في الهند، إذ وقع غرب آسيا تحت حصار المغول.

## قائمة السلاطين في سلطنة دلهي

### سلالة المماليك

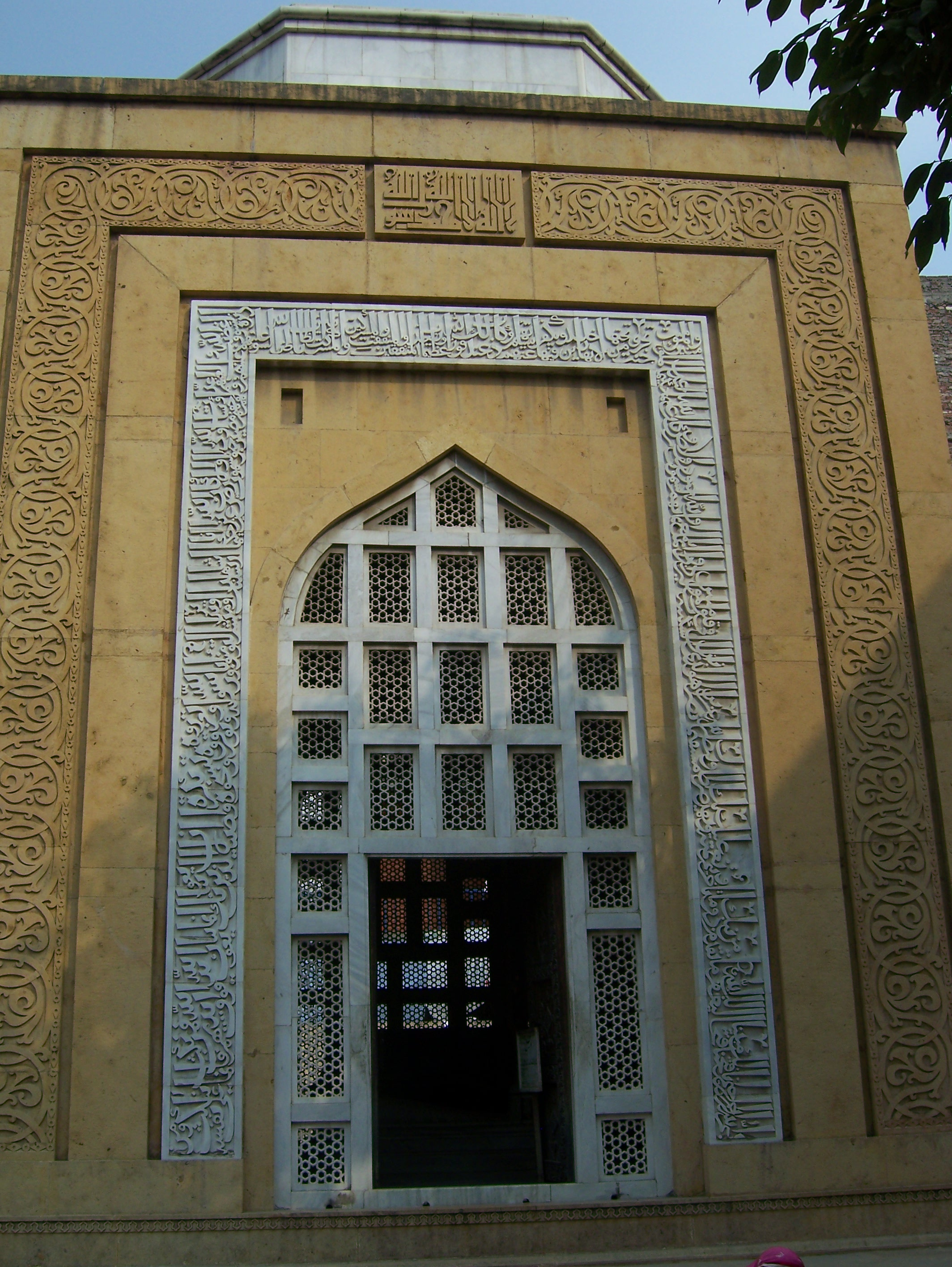
ضريح قطب الدين أيبك, لاهور، باكستان.

- قطب الدين أيبك (1206 - 1210)،عين نائب للسلطان معز الدين محمد الغوري، وهو أول سلطان مسلم للهند، حكم دلهي كعاصمة .
- آرام شاه بن قطب الدين (1210 - 1211)
- شمس الدين التتمش (1211 - 1236)، زوج ابنة قطب الدين أيبك
- ركن الدين فيروز شاه بن التتمش (1236)
- جلالة الدين رضية الدين بكوم بنت إلتمش (1236 - 1240)
- معز الدين بهرام شاه بن التتمش (1240 - 1242)
- علاء الدين مسعود شاه بن ركن الدين (1242 - 1246)
- ناصر الدين محمود شاه بن ناصر الدين محمد بن إلتمش (1246 - 1266)
- غياث الدين بلبن ألغ خان (1266 - 1287) زوج ابنة السلطان ناصر الدين محمود
- معز الدين كيقباذ بن بغرا خان بن بلبن (1287 - 1290) حفيد بلبن وناصر الدين
- شمس الدين كي أومرث بن معز الدين كيقباذ (1290)

### السلالة الخلجية
- جلال الدين خلجي فيروز شاه بن يغرش.(1290–1296)
- علاء الدين محمد شاه علي كارشسب بن مسعود بن يغرش(1296–1316)
- شهاب الدين عمر شاه بن محمد شاه (1316)
- قطب الدين مبارك شاه بن محمد شاه (1316-1320)
  - خسرو خان (1320) (ليس من الخلجيين استولي على العرش حوالي خمسة أشهر فقط)

### السلالة التغلقية
- غياث الدين تغلق الأول (1321 - 1325)
- فخر الدين محمد شاه بن تغلق (1325 - 1351)
- فيروز شاه تغلق (1351 - 1388)
- غياث الدين تغلق الثاني بن فتح خان بن فيروز شاه (1388 - 1389)
- أبو بكر خان بن ظفر خان بن فيروز شاه (1389 - 1390)
- ناصر الدين والدنيا محمد شاه بن فيروز شاه (1390 - 1393)
- علاء الدين سكندر شاه بن محمد شاه بن فيروز شاه -همايون خان (مارس- أبريل 1394)
- ناصر الدين نصرت شاہ تغلق ابن فتح خان ابن فيروز شاہ حكم الغرب من فيروزأباد (1394-1398)
- ناصر الدين محمود شاه بن محمد شاه بن فيروز شاه (1394 - 1413) حكم الشرق من دلهي حتى 1398

### بنو سيد
| اسم الحاكم                      | بداية حكمه | نهاية حكمه |
| ------------------------------- | ---------- | ---------- |
| خضر خان بن شرف الدين بن سليمان  | 1414م      | 1421م      |
| مبارك شاه بن خضر خان            | 1421م      | 1434م      |
| محمد شاه بن فريد خان بن خضر خان | 1434م      | 1443م      |
| علاء الدين شاه بن محمد شاه      | 1443م      | 1451م      |

### سلالة لودهي
- بهلول اللودهي (1451–1489)
- سكندر بن بهلول اللودهي (1489–1517)
- إبراهيم بن سكندر اللودهي (1517–1526)، هزمه ظهير الدين بابر في معركة بانيبات الأولي في 20 أبريل 1526